# Tuïta
La tuïta és un mineral de la classe dels fosfats que pertany i dona nom al grup de la tuïta. Rep el seu nom en honor del professor Guangzhi Tu, de l'Institut de Geoquímica de l'Acadèmia Xinesa de les Ciències.

## Característiques
La tuïta és un fosfat de fórmula química Ca₃(PO₄)₂. Va ser aprovada com a espècie vàlida per l'Associació Mineralògica Internacional l'any 2001. Cristal·litza en el sistema trigonal. És un polimorfisme d'alta pressió de la merrillita.
Segons la classificació de Nickel-Strunz, la tuïta pertany a «08.AC: Fosfats, etc. sense anions addicionals, sense H₂O, amb cations de mida mitjana i gran» juntament amb els següents minerals: howardevansita, al·luaudita, arseniopleïta, caryinita, ferroal·luaudita, hagendorfita, johil·lerita, maghagendorfita, nickenichita, varulita, ferrohagendorfita, bradaczekita, yazganita, groatita, bobfergusonita, ferrowyl·lieïta, qingheiïta, rosemaryita, wyl·lieïta, ferrorosemaryita, qingheiïta-(Fe2+), manitobaïta, marićita, berzeliïta, manganberzeliïta, palenzonaïta, schäferita, brianita, vitusita-(Ce), olgita, barioolgita, whitlockita, estronciowhitlockita, merrillita, ferromerrillita, bobdownsita, chladniïta, fil·lowita, johnsomervilleïta, galileiïta, stornesita-(Y), xenofil·lita, harrisonita, kosnarita, panethita, stanfieldita, ronneburgita, tillmannsita i filatovita.

## Formació i jaciments
Va ser descoberta al meteorit Suizhou, un meteorit que va caure l'any 1986 a la localitat de Xihe, al districte de Zengdu de la prefectura de Suizhou (Província de Hubei, República Popular de la Xina). També ha estat descrita en altres meteorits recollits a Algèria, al Marroc, a Austràlia i a l'Antàrtida.